# Aphelinoidea neomexicana
Aphelinoidea neomexicana är en stekelart som först beskrevs av Girault 1915.  Aphelinoidea neomexicana ingår i släktet Aphelinoidea och familjen hårstrimsteklar. Inga underarter finns listade i Catalogue of Life.